# Semba (Balten)

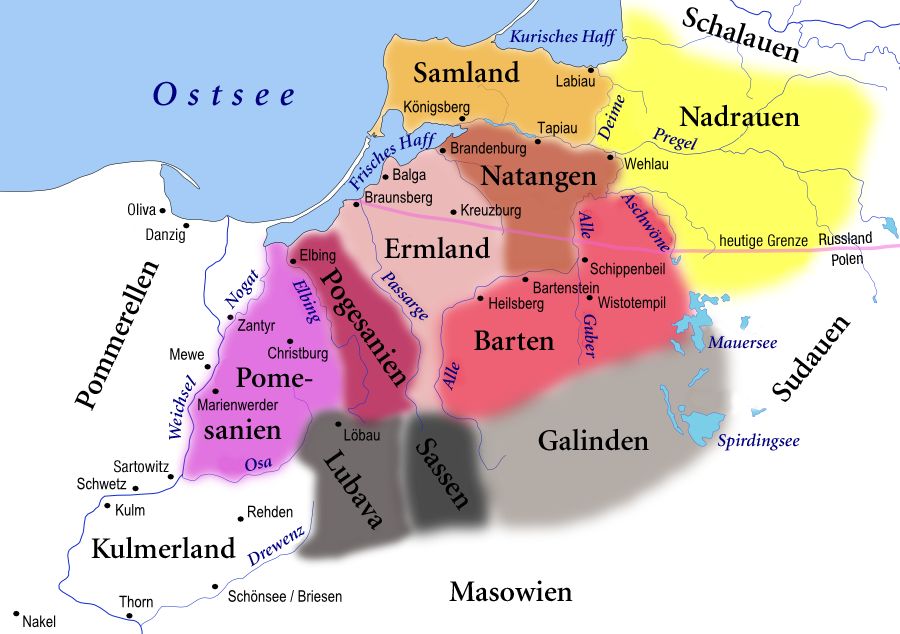
Samland

Die Semba (lateinisch Sembi, Sambitae, Sami, dänisch Sember) waren ein baltischer Stamm im Samland in der heutigen Oblast Kaliningrad.

## Geschichte
Für 1073 wurden die Sembi erstmals bei Adam von Bremen erwähnt. Ab 1242 beteiligten sie sich an verschiedenen Kämpfen der prußischen Stämme gegen den Deutschen Orden.
1255 wurde in ihrem Gebiet Königsberg gegründet, 1257 das Bistum Samland.
Von 1260 bis 1274 kämpften sie erneut gegen den Orden. 1276 verzichtete ihr Vogt Theoderic auf weiteren Widerstand.
In den folgenden Jahrhunderten nahmen sie die deutsche Sprache an und wurden Teil der ostpreußischen Bevölkerung.

## Archäologie
Archäologische Funde im Gebiet der Semba (Samland) sind die reichsten im gesamten prußischen Bereich. 
Vom 9. bis zum 13. Jahrhundert gab es Fundstücke dänischer Herkunft. Eine große Wikingersiedlung befand sich bei Wiskiauten am Kurischen Haff nahe der Mündung des Pregel.
Die Semba unterschieden sich in ihrer Bestattungskultur von den benachbarten baltischen (prußischen) Stämmen. Sie bestatteten ihre Toten in Grabhügeln, die über den Gräbern errichtet wurden und umgaben diese mit einem Kreis von Steinen.